# Kim Yong-taik
Dans ce nom coréen, le nom de famille, Kim, précède le nom personnel.
Pour les articles homonymes, voir Kim.
Kim Yong-taek (en hangeul : 김용택), né le 28 septembre 1948 à Imsil dans le Jeolla du Nord en Corée du Sud, est un poète moderne sud-coréen.

## Biographie
Kim Yong-taek est né le 28 septembre 1948 à Imsil dans la province de Jeollabuk-do en Corée du Sud. Il étudie au lycée agricole de Sunchang, et travaille en tant qu'instituteur à l'école primaire Deokchi de Imsil. Il fait ses débuts littéraires en 1982 avec Le Seomjingang [nom de fleuve] et sept autres poèmes qui furent inclus dans Avec une flamme immortelle (Kkeojiji anneun hwaetbullo), un recueil de poèmes réunissant 21 poètes coréens et publiée par les éditions Changbi.

## Œuvre
Kim met en scène dans sa poésie des éléments généralement mis à l'écart par l'agitation et le tumulte de la vie moderne, comme la campagne, la nature, et des choses plus anodines comme l'herbe, les aliments, etc. Il aime particulièrement évoquer les choses les plus ansignifiantesnodines du quotidien, notamment courante des personnes vivant à la campagne qu'il défend ouvertement dans son œuvre.
Il tend ainsi à redonner un sentiment de dignité aux personnes vivant dans les milieux ruraux. Cette volonté lui a valu par ailleurs des critiques, en particulier sur son incapacité à s'intéresser aux problèmes contemporains de ses concitoyens et à leur proposer des solutions. Il pense ainsi que le peuple coréen, en tout cas son identité, est à trouver à travers le milieu agraire, et c'est dans ce milieu, selon lui, que les hommes peuvent vivre de manière authentique. La particularité de sa poésie tient aussi dans le fait qu'il utilise un dialecte propre à la région de Jeolla-do ; ce dialecte, ainsi que les formules proverbiales qu'on utilise là-bas, renforcent ce sentiment de poète proche de la vie rurale.
En 2010, il joue le rôle d'un professeur de poésie dans le film Poetry de Lee Chang-dong. 
Kim a remporté de nombreuses distinctions depuis ses débuts en 1986, notamment le prix Kim Soo-young en 1986 pour Un jour clair et le prix de poésie Sowol en 1997.